# دوباره بنواز، سام
دوباره بنواز، سام (انگلیسی: Play It Again, Sam) یک فیلم کمدی رمانتیک و نقیضه به کارگردانی هربرت راس است که در سال ۱۹۷۲ منتشر شد. از بازیگران آن می‌توان به وودی آلن، دایان کیتن و تونی رابرتس اشاره کرد.